# Wake Up, Ron Burgundy: The Lost Movie
Wake Up, Ron Burgundy: The Lost Movie ist eine US-amerikanische Filmkomödie und spielt parallel zu Anchorman – Die Legende von Ron Burgundy.

## Hintergrund
Der Film entstand aus verworfenem Filmmaterial des Films Anchorman – Die Legende von Ron Burgundy, welches Inhalt für einen weiteren Film der Reihe bot. Somit basiert er auf einer völlig anderen Geschichte, mit unter anderem neuen Voice-Over-Aufnahmen. Er wurde als Ableger der Reihe veröffentlicht und spielt parallel zum ersten Film.
Der Film wurde in den Vereinigten Staaten und Kanada in einer Geschenk-Box neben dem ersten Teil veröffentlicht. In Großbritannien und Irland wurde der Film in einem Will-Ferrell-Boxset, ebenfalls neben dem ersten Teil, veröffentlicht.

## Cameo-Auftritte
- Chad Everett: Jess Moondragon
- Tara Subkoff: Maus
- Amy Poehler: Bank Teller
- Justin Long: Chris Harken
- Jay Johnston: Eyewitness-News-Mitglied
- Adam McKay: Verwalter
- Judd Apatow: News-Station-Mitarbeiter
- Seth Rogen: Kameramann
- Luke Wilson: Frank Vitchard
- Danny Trejo: Barkellner
- Vince Vaughn: Wes Mantooth
- Ned Bellamy: Mr. Jake